# میدان گدازه

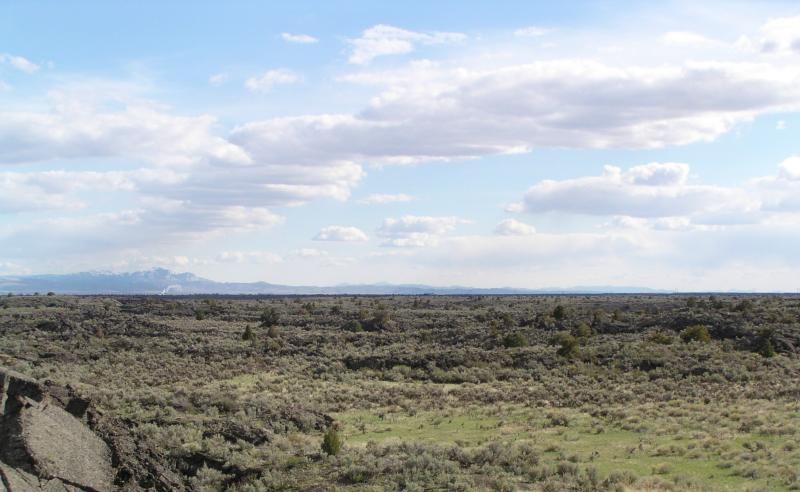
میدان گدازه Hells Half Acre در آیداهو، ایالات متحده آمریکا.

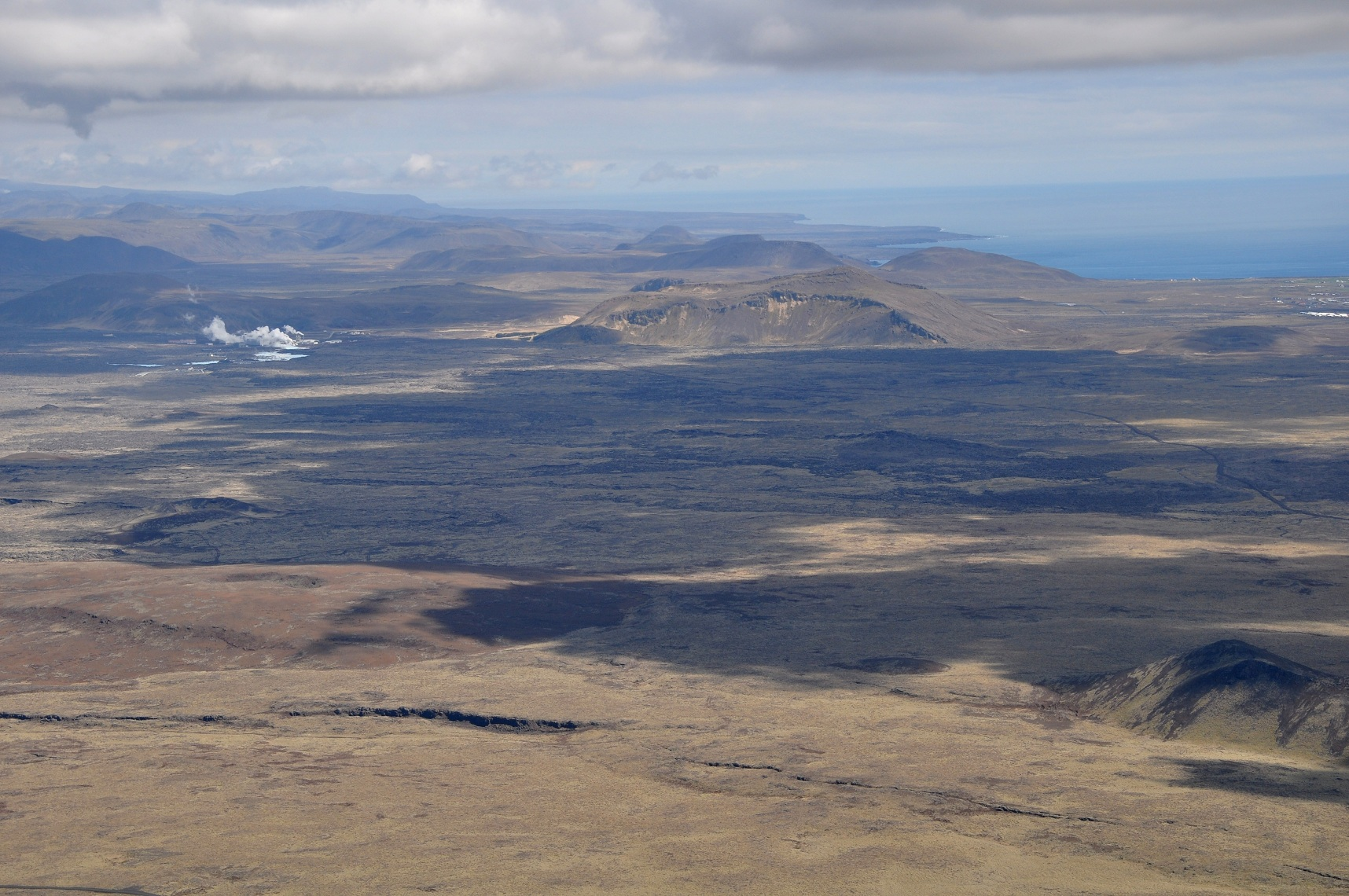
توده‌های میدان گدازه در Reykjanes Peninsula، ایسلند.

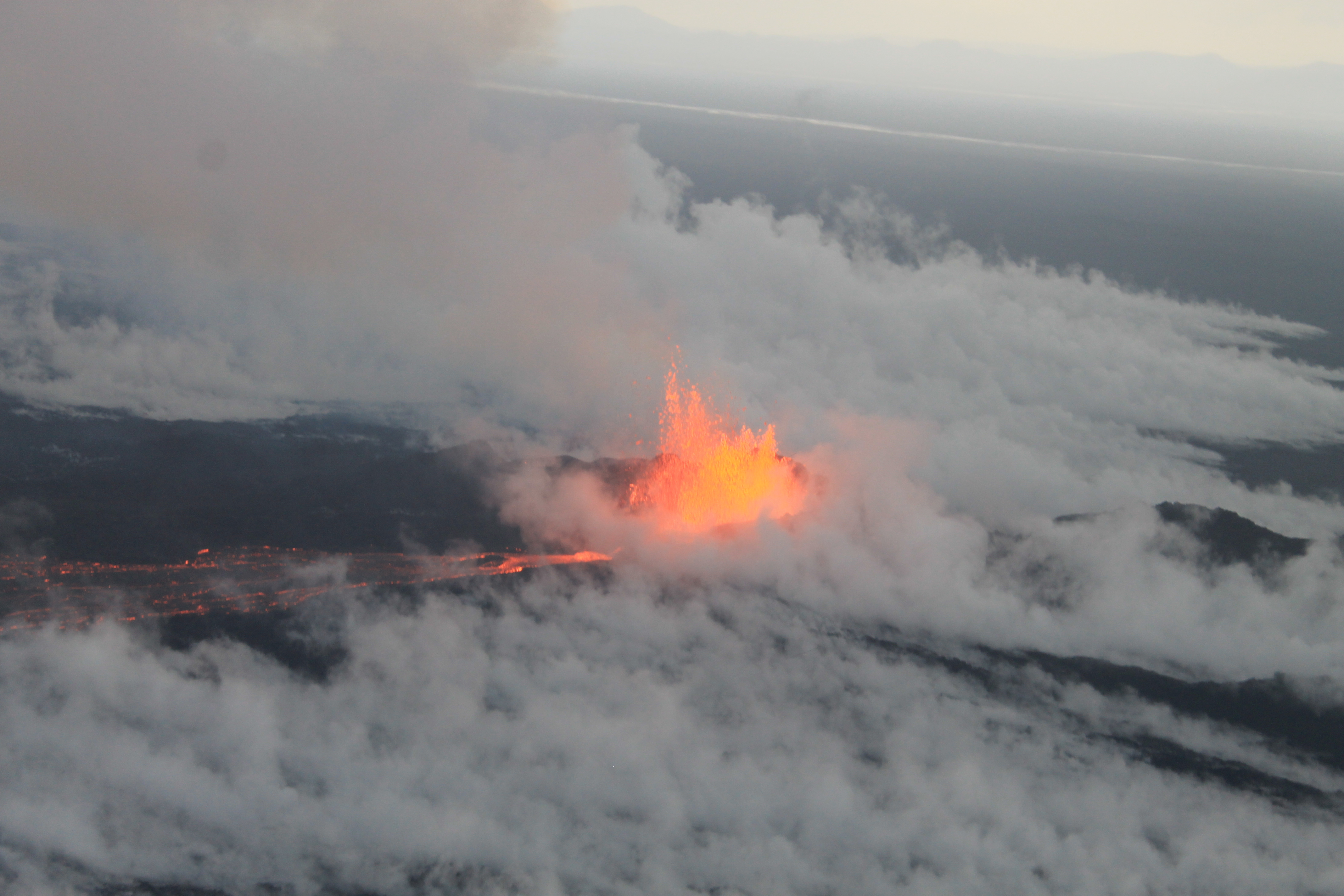
میدان گدازه Degassing Holuhraun در ایسلند

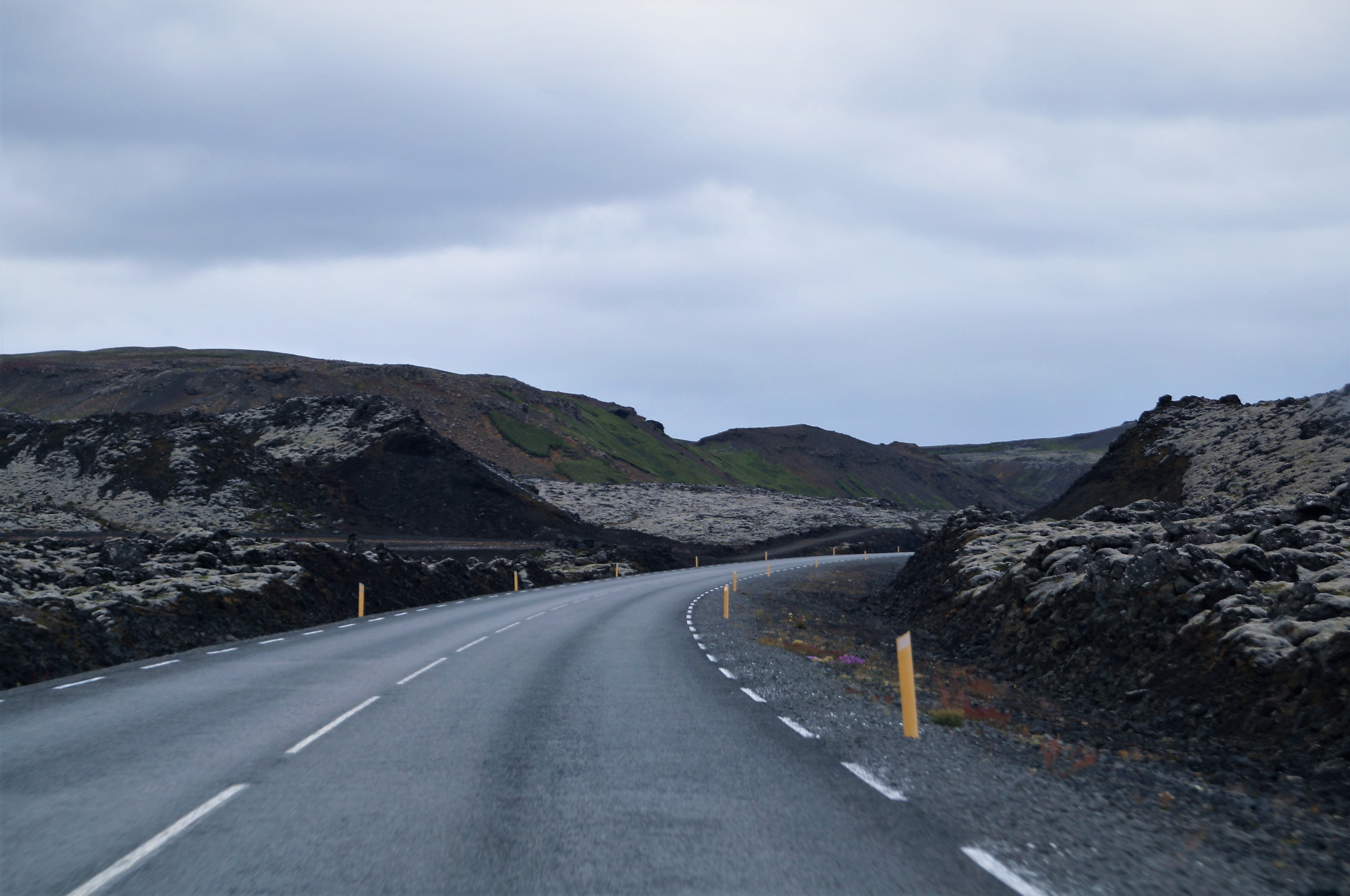
میدان‌های گدازه Ögmundarhraun در ایسلند که بر اثر فوران‌های آتشفشانی در سال ۱۱۵۱ میلادی پدید آمده است.

میدان گدازه پهنه‌ای وسیع و عمدتاً هموار از جریان‌های گدازه بر روی سطح زمین یا زیر دریا است. این پدیده به‌طور کلی از گدازه‌های بازالتی بسیار سیال تشکیل شده و می‌تواند تا ده‌ها یا صدها کیلومتر گسترش یابد.

## ساختمان و ریخت‌شناسی
ریخت‌شناسی نهایی یک میدان گدازه می‌تواند ویژگی‌هایی مانند ساختمان درونی، ترکیب و مکانیک جریان گدازه در زمان جریان‌داشتن را آشکار سازد. برآمدگی‌ها و الگوهای موجود بر روی سطح میدان گدازه، نشان‌دهنده جهت و مجرای جریان گدازه است.
ساحتمان جریان گدازه بسته به موقعیت جغرافیایی آن نیز تغییر می‌کند. برای نمونه در جریان‌های گدازه زیردریایی، جریان‌های گدازه ورقه‌ای در نزدیکی آتشفشان‌هایی مانند تفتگاه گالاپاگوس یافت می‌شود که مرکز آن دارای جریان سریع گدازه است. در حالی که جریان‌های گدازه بالشی در نزدیکی آتشفشان‌هایی مانند پشته میانی اقیانوس اطلس دیده می‌شود که جریان گدازه در مرکز آن بسیار کندتر است.

## نمونه‌های مهم
- میدان گدازه بورینگ (ایالات متحده آمریکا)
- حرات رهاط، که در سده ۱۳ میلادی شهر مدینه در عربستان سعودی را مورد تهدید قرار داد.
- Hell's Half Acre Lava Field (در آیداهو، ایالات متحده)
- Reykjanes در ایسلند (شبه‌جزیره عمدتاً از میدان‌های گدازه قدیمی تشکیل شده‌است)
- سنت جرج، یوتا، یوتا، ایالات متحده آمریکا (شهر در پیرامون میدان‌ها و پرتگاه‌های پوشیده از گدازه ساخته شده‌است)
- Mackenzie Large Igneous Province, کانادا